# Ryō Un Maru
Le Ryō Un Maru (漁運丸) était un chalutier japonais mouillant à Hachinohe qui est emporté au large, sans personne à bord, à la suite du tsunami de 2011 à Tōhoku.
Le 20 mars 2012, le bateau à la dérive est repéré par une patrouille de l'air canadienne dans l'océan Pacifique, à environ 280 kilomètres à l'ouest de l'archipel de Haida Gwaii, en Colombie-Britannique. Du fait du danger qu'il représente pour les autres bateaux transitant dans le secteur, le navire désemparé est coulé par les United States Coast Guard le 5 avril 2012. Son épave repose désormais à 1 850 mètres de fond.

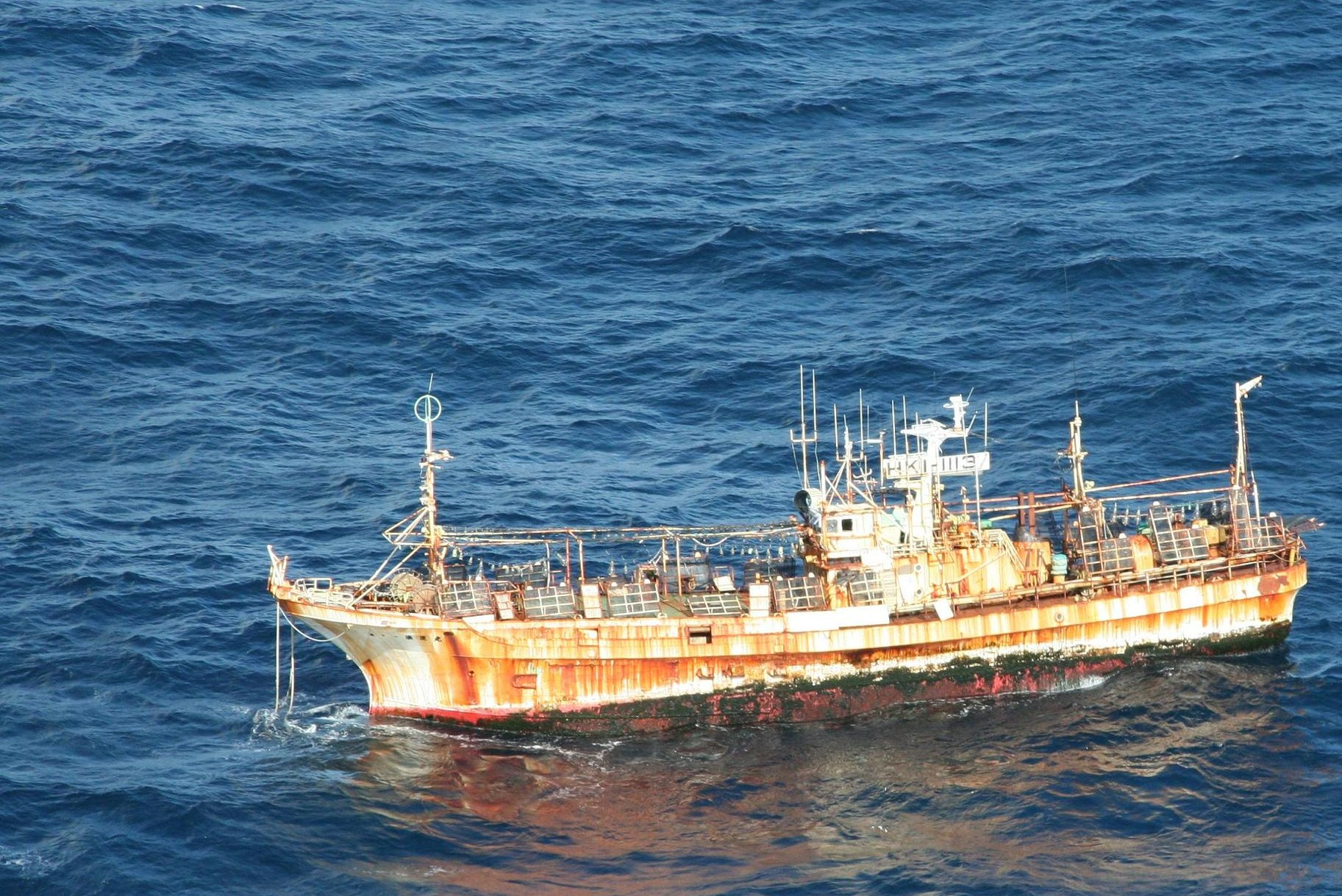
Vue du Ryō Un Maru à la dérive le 31 mars 2012.

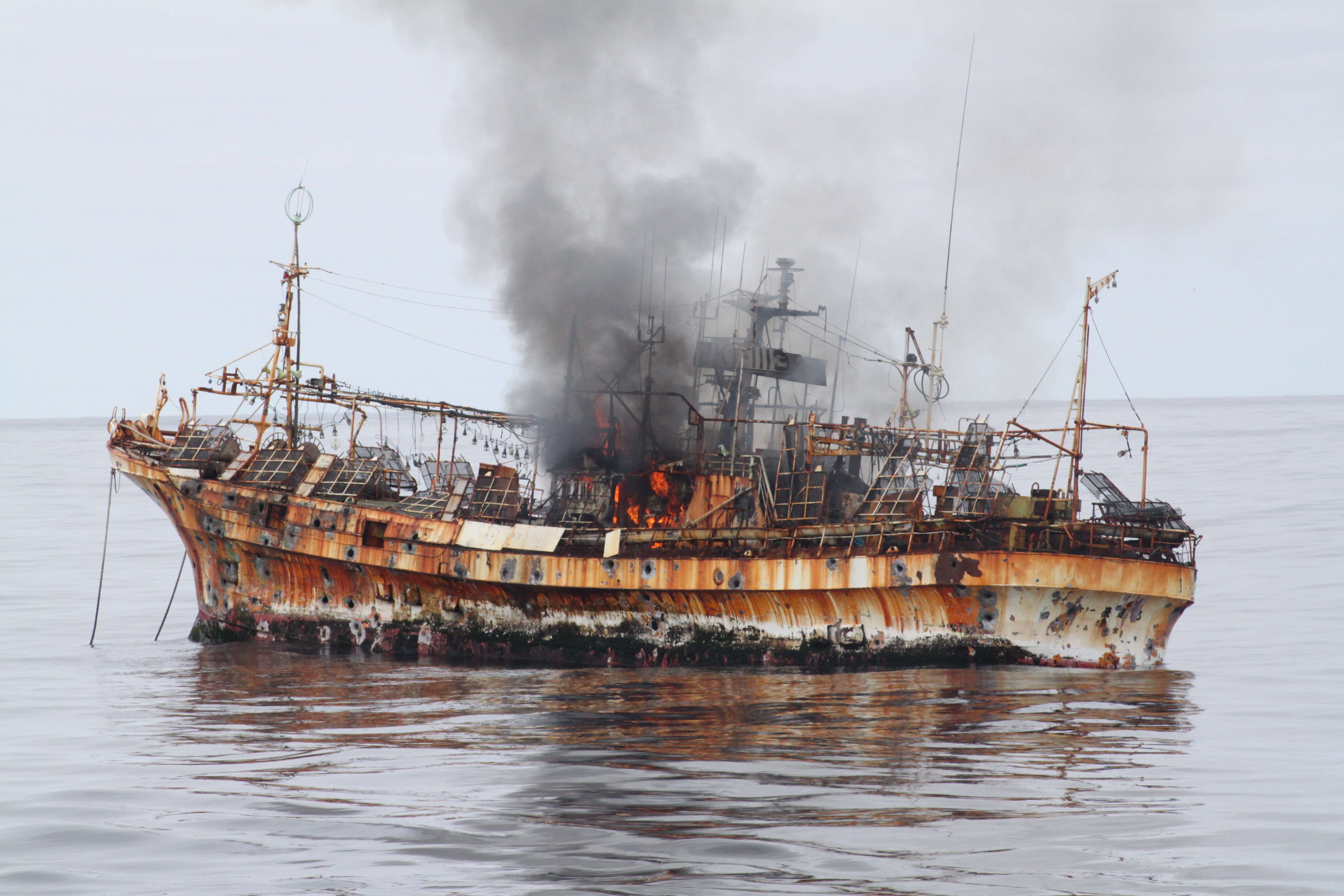
Le Ryō Un Maru en flamme le 5 avril 2012 après les premiers tirs de la marine américaine pour le couler. On distingue les multiples impacts d'obus de 76mm dans la coque.